# Bodo Tümmler

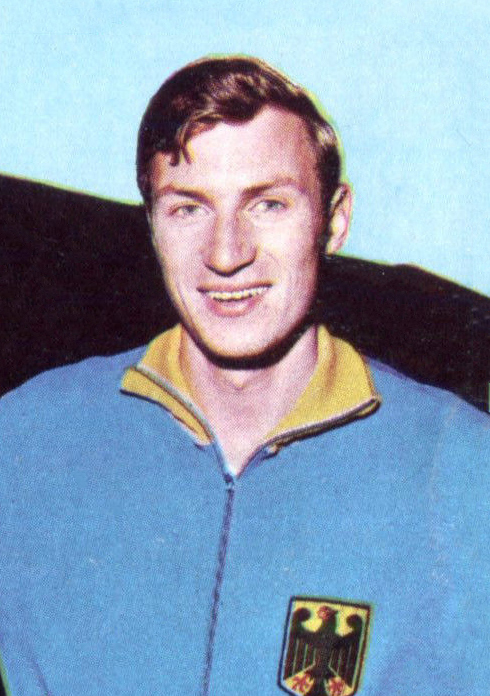
Bodo Tümmler (1968)

Bodo Tümmler (* 8. Dezember 1943 in Thorn, Regierungsbezirk Bromberg, Reichsgau Danzig-Westpreußen, Deutsches Reich) ist ein ehemaliger deutscher Mittelstreckenläufer, der für die Bundesrepublik Deutschland startete.

## Sportkarriere
Bodo Tümmler wuchs nach seiner kriegsbedingten Flucht aus Westpreußen in West-Berlin auf. Er startete für den SC Charlottenburg Berlin und trainierte bei Wolfgang Meller. In seiner aktiven Zeit war er 1,88 m groß und 71 kg schwer.
Mitte der 1960er bis Anfang der 1970er Jahre war er v. a. im 1500-Meter-Lauf erfolgreich. Tümmler wurde Deutscher Meister über 1500 Meter 1965 bis 1969, 1971 und 1972 sowie 1964 und 1965 sowohl im Waldlauf als auch mit der 3-mal-1000-Meter-Staffel des SC Charlottenburg. In der Halle errang er 1965 einen weiteren Meistertitel über 1500 Meter. Seinen fünfzehnten und letzten Meistertitel gewann er 1972 mit der 4-mal-800-Meter-Staffel.
Auch international gab es für Tümmler große Erfolge. 1965 wurde er Studentenweltmeister über 1500 Meter und gewann über diese Distanz als Außenseiter beim ersten Europacup in 3:47,4 min vor dem Franzosen Jean Wadoux und Jürgen May, DDR.
Bei den Europameisterschaften 1966 in Budapest siegte er in 3:41,9 min über 1500 Meter vor dem französischen Europarekordler Michel Jazy und dem Westfalen Harald Norpoth. Außerdem wurde Tümmler hier Dritter über 800 Meter in1:46,3 min hinter Manfred Matuschewski, DDR und Europarekordler Franz-Josef Kemper.
1967 wurde Tümmler wieder Studentenweltmeister über 1500 Meter und kam beim Europacup in 3:40,5 min drei Zehntelsekunden hinter Manfred Matuschewski auf den zweiten Platz.
Sein größter Erfolg war die Bronzemedaille im 1500-Meter-Lauf bei den Olympischen Spielen 1968 in der Höhenluft von Mexiko-Stadt in 3:39,0 min hinter dem Kenianer Kipchoge Keino und dem Weltrekordler Jim Ryun, USA. Dafür wurde er mit dem Silbernen Lorbeerblatt ausgezeichnet.
1969 belegte Tümmler Platz drei beim damals in Stuttgart ausgetragenen Erdteilkampf, musste dann jedoch aufgrund des Boykotts der Europameisterschaften in Athen durch die bundesdeutschen Leichtathleten auf eine weitere Medaillenchance verzichten. Anschließend hatte er mit Knieproblemen zu kämpfen, konnte längere Zeit nicht trainieren, sodass er die Saison 1970 auslassen musste. 1971 fasste er langsam wieder Fuß in das Wettkampfprogramm, konnte aber an seine frühere Klasse nicht mehr anknüpfen. Bei den Olympischen Spielen 1972 in München schied er im 1500-Meter-Zwischenlauf aus. 1973 absolvierte er einen Marathonlauf in 2:34:73 h.
Tümmler stellte zahlreiche Rekorde auf:
- 2 deutsche Rekorde über 1500 m – 3:39,5 min / 3:36,5 min
- 2 deutsche Rekorde über 1 Meile – 3:54,7 min / 3:53,8 min
- Europarekord über 4-mal-1-Meile-Staffel – 16:09,6 min im 25. Juni 1969 in Berlin zusammen mit Walter Adams, Harald Norpoth und Jürgen May
- Weltrekord über 4-mal-880-Yards-Staffel – 7:14,6 13 min im Juni 1968 in Fulda in der Besetzung Bodo Tümmler, Walter Adams, Harald Norpoth, Franz-Josef Kemper

Tümmlers Jahresbestleistungen über 1500 Meter seit 1963:
| Jahr | Zeit [min] |
| ---- | ---------- |
| 1963 | 3:48,6     |
| 1964 | 3:42,7     |
| 1965 | 3:39,5     |
| 1966 | 3:39,1     |
| 1967 | 3:40,5     |
| 1968 | 3:36,5     |
| 1969 | 3:39,3     |
| 1970 | verletzt   |
| 1971 | 3:42,3     |
| 1972 | 3:42,52    |

Tümmlers Bestzeiten: 400 m: 48,7 s – 800 m: 1:46,3 min – 1000 m: 2:16,5 min – 1500 m: 3:36,5 min – 1 Meile: 3:53,8 min – 3000 m: 7:59,4 min – 5000 m: 13:49,6 min

## Leben
Nach seiner Sportlerkarriere wurde Tümmler Lehrer für Biologie und Sport. Zunächst war er an der Wald-Oberschule in Berlin-Eichkamp tätig und arbeitete bis zu seiner Pensionierung im Jahr 2008 als Studiendirektor am Schadow-Gymnasium in Berlin-Zehlendorf. Er ist Vater einer Tochter.
Dem Sport blieb er auch nach seinem Karriere-Ende verbunden. Beim Berlin-Marathon übernahm er die Leitung des Verpflegungspunktes bei km 35 am „Wilden Eber“ – Horst Milde, Organisator / Begründer dieses Marathons und Freund aus gemeinsamen Mittelstreckenzeiten spielte dabei eine wesentliche Rolle. Tümmler machte dabei, gemeinsam mit den Schülern des Schadow-Gymnasiums, mit seinem quer über die Straße gespannten Transparent Ab hier die Sau rauslassen Geschichte in der internationalen Marathonwelt.
Bodo Tümmler ist ein Gründungsmitglied des Basketballvereins BG Zehlendorf in Berlin.